# Aglik
Aglik is een bestuurslaag in het regentschap Purworejo van de provincie Midden-Java, Indonesië. Aglik telt 1861 inwoners (volkstelling 2010).